# Cantone di Montaigu-de-Quercy
Il Cantone di Montaigu-de-Quercy era una divisione amministrativa dell'arrondissement di Castelsarrasin.
È stato soppresso a seguito della riforma complessiva dei cantoni del 2014, che è entrata in vigore con le elezioni dipartimentali del 2015.
Comprendeva i comuni di:
- Belvèze
- Montaigu-de-Quercy
- Roquecor
- Saint-Amans-du-Pech
- Saint-Beauzeil
- Valeilles